# Ítaca (ciudad)
Ítaca (en griego, Ἰθάκα, Ἰθάκη) es el nombre de una antigua ciudad griega de la isla de su mismo nombre, situada en el archipiélago de las islas Jónicas.
Aunque muchas fuentes antiguas que se refieren a Ítaca suelen citar más bien a la isla en su conjunto, ya la Odisea de Homero alude a la ciudad de Ítaca, que ubica al pie del monte Neyo. Otras referencias expresas a la ciudad de Ítaca en diversas obras literarias aparecen en El Cíclope de Eurípides o el Periplo de Pseudo-Escílax. También aparece documentada en testimonios epigráficos como dos inscripciones de Magnesia del Meandro fechadas entre los siglos III-II a. C. En una de ellas se atestigua la celebración de un festival llamado Odisea.
También se conservan monedas de Ítaca fechadas entre los siglos IV y II a. C. que contienen la leyenda «ΙΘΑ» o «ΙΘΑΚΩΝ».